# Martinezostes ruizi
Martinezostes ruizi là một loài bọ cánh cứng trong họ Hybosoridae. Loài này được Gutiérrez miêu tả khoa học năm 1946.